# Gheorghe Mencinicopschi
Gheorghe Mencinicopschi (n. 1 mai 1949, Domnești, România – d. 19 octombrie 2022, București, România) a fost un biolog, biochimist și cercetător român, fost director al Institutului de Cercetări Alimentare, o personalitate activă din domeniul alimentației din România.

## Biografie
A absolvit Universitatea București, Facultatea de Biologie-Biochimie, ca șef de promoție. 
A urmat cursuri postuniversitare: 
- Institutul Politehnic București, Facultatea de Automatica-Robotica Biotehnologie;
- Institutul de Inginerie Genetică și Biotehnologie Trieste, Italia;
- Leasing & Franchising American Bar Association, Managementul activitatii decercetare dezvoltare PHARE project;
- Developement, Use and Importance of Standards S.U.A. Departament of Commerce.

Prof. univ. Dr. Gheorghe Mencinicopschi a elaborat tratate de specialitate în domeniul alimentului, alimentației, nutriției umane, biotehnologiei, publicând peste trei sute de lucrări științifice în țară și străinătate. A elaborat conceptul privind calitatea „informațională” a matricei alimentare (susținut la Congresele Internaționale de Nutriție Dubna 2007 și Krakovia 2008).
A fost cercetător științific principal gr. 1 la Institutul de Cercetări Alimentare, Bucuresti și profesor universitar la Facultatea de Biotehnologii a Universității de Stiințe Agricole și Medicina Veterinară Bucuresti.
A avut o activitate științifică în domenii ca: bioindustrie, biotehnologie alimentară, tehnologie alimentară și nutriție umană.
Deține 23 brevete de invenții.

## Titluri stiintifice
Doctor în biologie (1984) cu teza Tehnologii de obținere și utilizare a preparatelor enzimatice microbiene.
Deține peste douăzeci brevete de invenție.

## Societăți și asociații științifice
A fost membru titular al: 
- Academiei Oamenilor de Știință din România (AOȘR);
- Academiei de Științe Agricole și Silvice (ASAS);
- Academiei de Științe din New York;
- Asociatia Inginerilor din Romania;
- membru fondator la Association of Francophone Countries for Food Technology Transfer Progress – Montreal;
- membru in Bioencapsulation Research Group, France;
- membru titular al Academiei de Științe Agricole și Silvice;
- membru activ al Academiei de Științe din New York.
- membru al Consiliului Științific al Autorității Naționale Sanitar-Veterinare și pentru Siguranța Alimentelor (ANSVSA);
- președinte al Comisiei de Securitate Biologică în domeniul organismelor modificate genetic (GMOs).

## Lucrări publicate
Coautor la următoarele cărți: 
- Bioingineria preparatelor enzimatice microbiene, Ed. Tehnică, 1980;
- Biotehnologii în prelucrarea produselor agroalimentare, Ed. Ceres, 1987;
- Product of Ethanol a Tehnological Information Package, PNUD, Viena, 1991;
- AgriFood Quality II, Ed. Royal Society of Chemistry, Cambridge, UK, 1999.
- Modelarea și conducerea proceselor biotehnologice, Editura Didactică, 2002;
- Afecțiunile aparatului respirator – Terapii complementare, Editura Fiat Lux, 2004;
- Siguranța alimentară – Autenticitate și Trasabilitate, Editura Mirton, 2005;
- Biogenically active amine in food, COST, Belgium, 2005;
- Produse românești din carne, conform cerințelor europene, Editura Alt Press Tour, 2006.
- Noua ordine alimentară. Și noi ce mai mâncăm?, 2010
- Revoluție în bucătărie. Reînvață să gătești sănătos, 2011 [5]

A publicat 214 articole științifice în reviste de specialitate din țară și străinătate; autor a trei filme științifice; a luat parte, în calitate de organizator, președinte sau participant, la 45 manifestări științifice naționale și internaționale (congrese, conferințe, simpozioane); coordonator național program FAO în domeniul alimentar.

## Distincții
- Premiul „Emanoil Teodorescu" al Academiei Române(1980);
- premiul „Oscar Capital", 1998, pentru invenții;
- Diploma de Onoare a Senatului Universității „Dunarea de Jos", Galați, pentru merite deosebite în dezvoltarea învățământului superior de industrie alimentara;
- Ordinul Național „Serviciul Credincios” în grad de Cavaler (2000). În data de 11 decembrie 2019, Klaus Iohannis i-a retras decorația [6].
- Doctor Honoris Causa al U.S.A.M.V.B. – Timișoara, prin Ordinul Nr. 57/28 mai 2009.

Este citat în Enciclopedia personalităților din România, Dicționarul Experților din România „WHO IS WHO” România, „WHO IS WHO” in Balkan’s.

## Gheorghe Mencinicopschi despre nutriție
Gheorghe Mencinicopschi nu încurajează nici carnivorismul, nici raw-veganismul, spunând că Omul este omnivor. Dar vine o vreme în care trebuie să mâncăm mai multe legume și fructe.
De asemenea consideră dieta vegetariană ca fiind extremă și în consecință nesănătoasă.
Mencinicopschi susține nu trebuie să ne temem de pesticide: „Trebuie să continuăm să mâncăm legume și fructe, pentru că beneficiile consumului de legume și fructe, mai ales în stare proaspătă, depășesc cu mult aspectele negative ale contaminării cu pesticide”.

## Controversa privatizării Institutului de Cercetări Alimentare
La sfârșitul anului 2008 Gheorghe Mencinicopschi a fost trimis în judecată de Direcția Națională Anticorupție alături de Dan Voiculescu, în dosarul privatizarii Institutului de Cercetări Alimentare, în care a fost acuzat de abuz în serviciu contra intereselor publice și de fals în înscrisuri sub semnătură privată. La 26 septembrie 2013 a fost condamnat de Tribunalul București la șase ani de închisoare cu executare. În data de 8 august 2014 Curtea de Apel București a respins cererea formulată de DNA în apel, privind schimbarea încadrării juridice a faptelor săvârșite de Mencinicopschi. Curtea de Apel București l-a găsit vinovat pe Mencinicopschi pentru complicitate la infracțiunea de spălare de bani, cu circumstanțe agravante, pentru care l-a condamnat la opt ani de închisoare. Decizia penală pronunțată de Curtea de Apel București a fost pusă în executare în aceeași zi. In urma unei decizii definitive a tribunalului Ilfov din 26 septembrie 2016, profesorul Gheorghe Mencinicopschi este eliberat condiționat. 